# Teatro Olimpico
Teatro Olimpico je gledališče v Vicenzi, v Italiji, zgrajeno med letoma 1580 - 1585. Gledališče je bilo končna oblika italijanskega renesančnega arhitekta Andrea Palladio in je bilo končano šele po njegovi smrti. Trompe l'oeil na odrski sceni, ki jo je zasnoval Vincenzo Scamozzi, daje videz dolgih ulic, ki izginjajo na obzorju, in je bila postavljena leta 1585 na prvi izvedbi, ki je potekala v gledališču in je najstarejše ohranjeno prizorišče te vrste.
Teatro Olimpico je, skupaj z Teatro all'antica v Sabbioneta in Gledališče Farnese v Parmi, eno od le treh renesančnih gledališč, ki so se ohranila. Obe drugi gledališči v veliki meri temeljita na Teatro Olimpico.
Od leta 1994 je Teatro Olimpico, skupaj z drugimi paladijevskimi stavbami v Vicenzi in okolici, del Unescove svetovne dediščine.

## Načrt in konstrukcija

### Palladijeva vizija: popolno rimsko gledališče v predelano srednjeveško zgradbo
Teatro Olimpico je zadnje Palladijevo delo in se uvršča med njegove največje mojstrovine. Vicentinski arhitekt se je vrnil v rodno mesto leta 1579 in prinesel s seboj podrobne študije rimske arhitekture in podrobnejše razumevanja arhitekture klasičnega gledališča kot kdorkoli drug. Palladio je imel italijanski prevod Daniela Barbara Vitruvijeve De Architectura; ta izdaja vsebuje tlorise za rimsko gledališča in predloge za scaenae frons (dovršeno okrašeno ozadje scene iz rimskega gledališča ) iz uničenega rimskega gledališča Teatro Berga.  Palladijevi članki vsebujejo načrte za zamislili o obnovi porušenih rimskih gledališč v Puli in Veroni.
Palladio, ustanovitelj Olympic Academy (ustanovljena leta 1555), je že oblikoval začasne gledališke strukture na različnih lokacijah mesta. Najbolj znana med njimi je bila postavljena sedemnajst let prej, v veliki dvorani Bazilike Palladiana.
Leta 1579 je Akademija je pridobila pravice za izgradnjo stalnega gledališča v stari trdnjavi Castello del Territorio, ki je bila pred tem spremenjena v zapor in skladišče smodnika. Palladio je bil naprošen, da pripravi načrt. Kljub nerodni obliki stare trdnjave se je odločil, da uporabi prostor in poustvari akademsko rekonstrukcijo rimskega gledališča. Da bi umestil oder in prostor za sedenje v široki, plitvi prostor, je bilo potrebno sploščiti polkrožno sedežno površino rimskega gledališča v elipso.

### Palladio umre, prevzame Scamozzi
Palladio je umrl v avgustu 1580, le šest mesecev po začetki izgradnje gledališča. Kljub temu se je gradnja nadaljevala, po skicah in risbah, ki so služile kot vodilo in Palladijev sin Silla je prevzel odgovornost za projekt. Kmalu se je pridružil drugi pomemben Vicentinec, arhitekt Vincenzo Scamozzi, ki je bil pozvan da dokonča projekt.
Scamozzi je že vstopil pri dokončanju drugih velikih nedokončanih Palladijevih projektov, vile vzhodno od Vicenze, ki je danes znana kot La Rotonda. To je bil znak, da je Scamozzi genij, in da sta oba projekta danes uvrščena med Palladijeva najbolj uspešno izvedena dela.
Prispevki Scamozza sta Odèo in Antiodèo sobi, kot tudi vhodni slavoločna pot, ki vodi iz ulice skozi star srednjeveški zid na dvorišče stare trdnjave.
Da bi se obok zlil z okolico in za pripravil obiskovalce gledališča na preoblikovanje od srednjeveške do klasične okolice, je Scamozzi zgradil obok enake velikosti in oblike kot porta reggia ali slavolok v središču scaenae frons ali zadnjo steno odra. Vendar pa je bil vhodni obok rustikalen in dobro umeščen v obstoječe zidovje.
Najbolj znan in najbolj izviren prispevek Scamozzija v gledališču je bil njegov elaborat odra z izjemnim  trompe l'oeil pogledom na ulico. Zasnoval je ne samo sklope, ampak se je tudi zelo potrudil pri projektiranju razsvetljave, ki je omogočala iluzornost hiš za odrske kulise, ki so osvetljene od znotraj, da kažejo realno ulico.

### Načrtovanje in gradnja scene
Poleg ene skice scaenae frons, Palladio ni zapustil načrtov glede tega kakšne kulise je treba uporabiti na odru. Njegova ilustracija idealiziranih rimskih scaenae frons, za izdajo Barbarovega prevoda Vitruvija, je pokazala pogled perspektive ulic, podobne tistim, ki naj bi se kasneje zgradile v Teatro Olimpico. Vendar skica predlaganih scaenae frons za Teatro Olimpico ne kaže nobenih takšnih uličnih prizorov; prostor za srednjim obokom in vrati na vsaki strani, je prazen.
Najenostavnejša razlaga za odsotnost uličnih prizorov v tej risbi je, da Akademija še ni pridobila zemljišča, na katerem bi se kasneje zgradile kulise. To zemljišče je kupila leta 1582, potem ko je Scamozzi prevzel projekt. Tako je bilo mogoče razširiti stavbo (vključno s posebno projekcijo apside obliki bi ugodila najdaljšim in najbolj dodelanim pogledom ulice). Peticija Akademije mestnim oblastem za dodatno zemljišče je kazala, da bi, če se prostor pridobi, tega uporabila za ustvarjanje perspektivne pokrajine; pojasnjuje, da bi se dodatno zemljišče uporabilo za izgradnjo gledališča "v skladu s smernicami, določenimi kolega Palladia, ki je predvidel, da se omogoči pogled perspektivo." 
Torej, Palladio je dal zagotovilo, ki je navdihnilo izjemne poglede, ki bodo vidni občinstvu skozi osrednji oboki v scaenae frons (znan tudi kot "porta reggia"), pa tudi skozi manjše stranske odprtine. Je pa to tudi primerno uspešno realiziral Scamozzi kot tehnični genij.
Scamozzijeva odrska scena je bila prva praktična uvedba perspektive v renesančnem gledališču. Kulise so sestavljene iz sedmih hodnikov okrašenih da ustvarijo iluzijo pogleda po ulicah mesta. Starodavne Tebe naj bi bila prva igra uprizorjena v gledališču. Način, na katerega so bili razporejeni sedeži v vseh delih gledališča, je omogočal videti najmanj eno perspektivo.

## Zgodovina teatra po otvoritvi
Gledališče je bilo odprto 3. marca 1585, z izvedbo Sofoklejevega Kralja Ojdipa.  Po le nekaj produkcijah je bilo gledališke skoraj opuščeno. Prizori, ki so bili ustvarjeni v lesu in ometu za Kralja Ojdipa, in naj bi predstavljali ulice Teb, nikoli niso bili odstranjeni: kljub bombnim napadom in drugim spremembam, so čudežno ohranjeni do danes. Prvotni sistem razsvetljave steklenih oljenk, ki ga je zasnoval Scamozzi, in je povečal iluzijo prostora, je bil uporabljen le nekajkrat, zaradi visokih stroškov in nevarnosti požara. Sistem Scamozzijeve razsvetljave je bil uporabljen, ko je leta 1997 gledališče ponovno pripravilo Kralja Ojdipa.
Teatro Olimpico se še vedno uporablja za gledališke in glasbene predstave, a je število sedežev omejeno na 400, zaradi konservatorskih razlogov. Predstave potekajo v dveh gledaliških sezonah - klasične igre v jeseni in festival Il Suono dell'Olimpico spomladi. Seveda ni opremljeno z ogrevanjem in klimo, kar bi lahko poškodovalo občutljivo leseno konstrukcijo. Vsako leto junija do šolskega leta 2012-2013, se je gledališče uporabljalo tudi za podelitev diplom študentom ameriškega oddelka obrambne, visoke šole v Vicenzi.
Gledališče je bilo uporabljeno kot lokacija za snemanje filmov, kot so Don Giovanni (1979) in Casanova (2005).

## Predhodniki
Nekateri avtorji napačno navajajo, da je bilo, ko je bilo Teatro Olimpico zgrajeno leta 1580-1585, to gledališče prvo namensko zgrajeno v Evropi v več kot tisoč letih.  V resnici je bilo gledališče eno od številnih novih stalnih gledališč zgrajeno v tem času. Podatki kažejo, da so bila stalna gledališča zgrajena v Ferrari (1531), Rimu (1545), Mantovi (1549), Bologni (1550), Sieni (1561) in Benetkah (1565). To zadnje je zasnoval Palladio sam, za Compagnia della Calza. 

## Vpliv na kasnejšo arhitekturo
Skozi stoletja je imel Teatro Olimpico veliko občudovalcev, vendar relativno malo posnemovalcev. Eden od kritikov je navedel: »V zgodovini gledališkega oblikovanja, je Teatro Olimpico začasno premor, za prihodnje generacije sprejel proscenij (predodrje) in slikarske kulise. Palladijeve ideje so bližje duhu sodobnega gledališča, ki nagovarja občinstvo k sodelovanju.«  Nadalje ugotavljajo, da »toga oblika scenske ureditve Teatro Olimpico ... izključuje nadaljnji razvoj«, in da je gledališče, v tem smislu, ujetnik svojih stvariteljev. Uspešen zaključek Palladijevega eksperimenta z rekonstrukcijo starodavnega modela je pomenil, da ni bilo več treba zasledovati cilja obnove rimske preteklosti; da bi bilo zdaj mogoče začeti izdelavo novosti, začenši z odpravo togih in nespremenljivih scaenae frons in nespremenljive perspektive.
Prvo gledališče, ki se zgleduje po Teatro Olimpico, in tisto, pri katerem je njegov vpliv najbolj očiten, je Teatro all'antica v Sabbionetu. To gledališče, ki ga je oblikoval Vincenzo Scamozzi, se včasih imenuje tudi nekoliko zmedeno kar Teatro Olimpico, saj mu je neverjetno podobno. Vendar pa je v Sabbionetu odsotna scaenae frons in uporabljen en sam perspektivni pogled, vzdolž ene ulice. Sedežna površina bistveno odstopa od eliptičnega načrta Palladija, kar je morda posledica ožje oblike zgradbe, v kateri je gledališče.
Angleški arhitekt Inigo Jones je obiskal Teatro Olimpico kmalu po njegovem dokončanju. V zabeležki je izrazil posebno občudovanje pogledom perspektive: »... glavna zvijača je bila, da si od kjerkoli videl eno od perspektiv...«. 